# Naduvannur
Naduvannur es una ciudad censal situada en el distrito de Kozhikode en el estado de Kerala (India). Su población es de 25979 habitantes (2011). Se encuentra a 28 km de Kozhikode.

## Demografía
Según el censo de 2011 la población de Naduvannur era de 25979 habitantes, de los cuales 12260 eran hombres y 13719 eran mujeres. Naduvannur tiene una tasa media de alfabetización del 93,23%, inferior a la media estatal del 94%: la alfabetización masculina es del 97,13%, y la alfabetización femenina del 89,79%.